# Lay Lady Lay
Lay Lady Lay är en låt skriven av Bob Dylan. Den fanns ursprungligen med på hans album Nashville Skyline från 1969. Den släpptes även som singel och nådde en sjundeplats på Billboard Hot 100 och blev även en hit i flera europeiska länder. Låten utmärker sig då Dylan inte sjunger med den nasala stämma han använt på de flesta av sina 1960-talslåtar, utan istället en mörkare närmast croonstämma, vilken han även använde på de andra låtarna på Nashville Skyline. Liveversioner av låten finns på albumen Hard Rain och Before the Flood och den har även varit med på flera samlingsalbum med Dylan, däribland Masterpieces och The Essential Bob Dylan. Ursprungligen skrevs den till filmen Midnight Cowboy, men den blev inte klar i tid.
Ett flertal covers på låten har gjorts, däribland av Ministry, The Byrds, Cher, Duran Duran, Isaac Hayes och Cassandra Wilson.

## Album
- Nashville Skyline - 1969
- Bob Dylan's Greatest Hits, Vol. 2 - 1971
- Before the Flood - 1974
- Hard Rain - 1976
- Biograph - 1985
- The Essential Bob Dylan - 2000
- The Best of Bob Dylan - 2000
- Dylan - 2007

## Listplaceringar
| Lista (1969)   | Position              |
| -------------- | --------------------- |
| Australien     | 18 (Go Set)           |
| Danmark        | 9 (DR "Top Ti")       |
| Irland         | 13                    |
| Kanada         | 8 (RPM)               |
| Nya Zeeland    | 7 (NZ Listner)        |
| Storbritannien | 5                     |
| Sverige        | 5 (Tio i topp)        |
| USA            | 7 (Billboard Hot 100) |